# Žaloba z lepšího práva
Žaloba z lepšího práva je žaloba, směřující proti žalovanému, který byl neoprávněně zvýhodněn před žalobcem, ačkoli žalobcovo právo k určité věci bylo „lepší“. Prostřednictvím této žaloby lze ale vymáhat jen nároky vyplývající z bezdůvodného obohacení žalovaného, nikoli náhradu vzniklé škody.
Svou povahou je žalobou z lepšího práva i žaloba publiciánská, sloužící k ochraně držitele věci jako jejího domnělého vlastníka, protože ten prosazuje své „lepší právo“ vůči žalovanému.

## Exekuce
Touto žalobou lze napravit situaci, kdy je v rámci exekuce vyplacena alespoň část pohledávky, výtěžku z nuceného prodeje nebo jiného zpeněžení někomu jinému, než je ten, komu k dané pohledávce nebo věci svědčilo z pohledu hmotného práva „lepší právo“. Může jít např. o vlastníka vydražené věci nebo věřitele povinného, vůči němuž byla exekuce vedena, vždy však o třetí osobu, která se exekuce přímo neúčastnila, jejíž ochraně žaloba z lepšího práva slouží. Odůvodněna je tím, že zisk byl vyplacen bez právního důvodu a kdyby bylo postupováno správně, náležel by žalobci.
Projednává se nikoli přímo v exekučním, ale v klasickém sporném soudním řízení jako tzv. žaloba na plnění, neboť náprava vzniklé situace ve formě uvedení v předešlý stav je v exekučním řízení vyloučena. Žalovaná částka odpovídá plnění, které už bylo žalovanému vyplaceno, žalobcem je osoba, která byla takovým provedením exekuce poškozena, a žalovaným ten, který se takto neoprávněně, bez právního důvodu obohatil. Z hlediska hmotného práva jí proto není vymáhána náhrada škody, ale nárok z bezdůvodného obohacení. Pro opodstatněnost žaloby z lepšího práva není rozhodující byť i správný postup podle procesního práva, ale jen to, zda obohacený žalovaný měl nebo neměl hmotněprávní důvod si exekuční výnos ponechat. Také zamítnutí nebo dokonce nepodání vylučovací žaloby nemá na její úspěch vliv.
Její pojmenování má kořeny v posledním odstavci § 231 exekučního řádu z roku 1896, který výslovně umožňoval tomu, kdo podal odpor proti rozvrhovému usnesení, aby mohl „své lepší právo žalobou ku platnosti přivésti“. V současnosti není upravena přímo, protože je ale jejím podkladem bezdůvodné obohacení žalovaného, vyplývá z § 2991 občanského zákoníku.

## Insolvenční řízení
Kromě exekucí ji lze uplatnit také v případě, že k neoprávněnému obohacení došlo při vyplacení výtěžku zpeněžení konkursní podstaty. Také zde může směřovat jen vůči těm, mezi něž byl výtěžek zpeněžení vyplacen, protože nelze napadnout vlastnické právo nabyvatele zpeněženého majetku.
Žalobu z lepšího práva ale nemůže uplatnit zástavní věřitel, který svou pohledávku do řízení nepřihlásil, o jeho „lepším právu“ po vyplacení výtěžku zpeněžení už nelze rozhodnout. Nelze ji také použít proti insolvenčnímu správci a jeho odměně, protože ta je určena jinak, než rozvrhovým usnesením, které deklaruje žalobou napadnutelné pohledávky konkursních věřitelů.